# Роздолля (Сімферопольський район)
Роздо́лля (до 1948 — Дьорткю́ль, крим. Dörtkül) — село Сімферопольського району Автономної Республіки Крим. Підпорядковане Миколаївській селищній раді. Населення села — 1074 особи.
Відстань від райцентру до населеного пункта становить 32 кілометрів по прямій.